# San Felipe (Iucatã)
San Felipe é um município do estado do Iucatã, no México. A população do município calculada no censo 2005 era de 1.838 habitantes.